# Alf Humphreys
Alf Humphreys, né le 9 août 1953 à Hailybury et mort le 31 janvier 2018 à Stratford, est un acteur canadien.  

## Filmographie
- 1980 : Virus (Fukkatsu no hi) : Sailor #2
- 1980 : Funeral Home : Joe Yates
- 1981 : Meurtres à la St-Valentin (My Bloody Valentine) : Howard Landers
- 1981 : Improper Channels (en)
- 1981 : Gas : Lou Picard
- 1982 : If You Could See What I Hear : Freddy
- 1982 : Off Your Rocker (TV) : Police Officer #1
- 1982 : Rambo (First Blood) : Deputy Lester
- 1983 : The Terry Fox Story (TV) : Lecturer
- 1984 : Cash-cash (Finders Keepers) : Mulholland
- 1984 : Bedroom Eyes : Cantrell
- 1985 : Lune de miel : Sonny
- 1985 : One Magic Christmas
- 1986 : Act of Vengeance (TV) : Ken Yablonski
- 1992 : A Killer Among Friends (TV) : Priest
- 1993 : Ernest Rides Again : Surgeon
- 1993 : Dying to Remember (TV) : Uniformed Cop
- 1994 : The Raffle : Randy Hickock
- 1994 : Une famille à l'épreuve (Spoils of War) (TV) : Lew
- 1994 : Dangereuse rencontre (Don't Talk to Strangers) (TV) : Officer Nordling
- 1994 : Au-dessus de tout soupçon (While Justice Sleeps) (TV) : Sheriff Staghorn
- 1995 : Un milieu sans pitié (Fighting for My Daughter) (TV) : Alan Simmons
- 1995 : Jackie Chan dans le Bronx (Hong faan kui) : Police Officer
- 1995 : 767 en détresse (Falling from the Sky: Flight 174) (TV) : Cabbie
- 1995 : Not Our Son (TV) : Reverend
- 1995 : Justice vénale (Broken Trust) (TV) : Officer
- 1995 : Jack Reed: One of Our Own (TV) : Paramedic
- 1995 : L'Affaire Angel Harwell (Shadow of a Doubt) (TV) : Trail Bailiff
- 1996 : Annie O (TV) : Parent #2
- 1996 : Aux frontières du réel: le dossier secret (The X-Files: The Unopened File) (vidéo) : Dr. Pomerantz
- 1996 : Le Souffre-douleur (Big Bully) : Teacher #2
- 1996 : Robin of Locksley (TV) : Grant McAllister
- 1996 : The Limbic Region (TV) : Fisherman #1
- 1996 : Mother Trucker: The Diana Kilmury Story (TV) : Policeman
- 1996 : The Angel of Pennsylvania Avenue : Needles
- 1997 : Le Meurtre de notre mère (Daughters) (TV) : Officer Derrick
- 1997 : The Escape (TV) : Deputy
- 1997 : Silence
- 1997 : Le Rêve impossible (A Child's Wish) (TV) : Lester
- 1997 : Dead Man's Gun (TV) : Simon Grey (segment "The Great McDonacle")
- 1997 : Intensity (TV) : George Jespersen
- 1997 : Un corps parfait (Perfect Body) (TV) : Medic
- 1997 : Le Loup et le raven (All the Winters That Have Been) (TV) : Doctor
- 1997 : Ce père inconnu (Indefensible: The Truth About Edward Brannigan) (TV)
- 1997 : Angels in the Endzone (TV) : Officer
- 1997 : X-Files (saison 5, épisode Détour) : Michael Asekoff
- 1998 : À chacun son fantôme (Harvey) (TV) : Officer Dugan
- 1998 : Les Cracs du golf (Golf Punks) : Jack
- 1999 : Atomic Train (TV) : The Hunter
- 1999 : Heaven's Fire (TV) : Ed Colby
- 1999 : Le Train de l'enfer (Final Run) (TV) : Ben Hofflund
- 2000 : Grandeur nature (Life-Size) (TV) : Bookstore Owner
- 2000 : Le Secret du vol 353 (Sole Survivor) (TV) : 'Bob' the Cable Guy
- 2000 : Scorn (TV) : Court clerk
- 2001 : The Stickup : Mike O'Grady
- 2001 : Les Enjeux d'un père (Dodson's Journey) (TV) : Pumpkin Farmer
- 2002 : Door to Door (TV) : Man in Car
- 2002 : Pari à haut risque : Dr. Marchesi
- 2002 : Disparition ("Taken") (feuilleton TV) : Fred Clarke
- 2003 : Destination finale 2 (Final Destination 2) : M. Gibbons
- 2003 : X-Men 2 (X2) : William Drake
- 2003 : Air Bud: Spikes Back (vidéo) : Patrick
- 2003 : Little Brother of War : Phil
- 2003 : Stealing Christmas (TV) : Officer Tim Hogan
- 2004 : The Perfect Score : Tom Helton
- 2004 : Magnitude 10.5 (10.5) (TV) : Dad
- 2005 : The Suspect : Robert Owens
- 2005 : Third Man Out (TV) : Father Morgan
- 2005 : The Engagement Ring (TV) : Tom Miller
- 2006 : Rapid Fire (en) : Bank Manager